# Wadi Numeira
Wadi Numeira este un Wadi din Iordania care este cunoscut pentru defileul său adânc tăiat prin gresie. Ea dă numele ruinelor din Epocii Bronzului situate la gura sa cu Marea Moartă. Wadi, de asemenea, este uneori numită Petra cu apă.

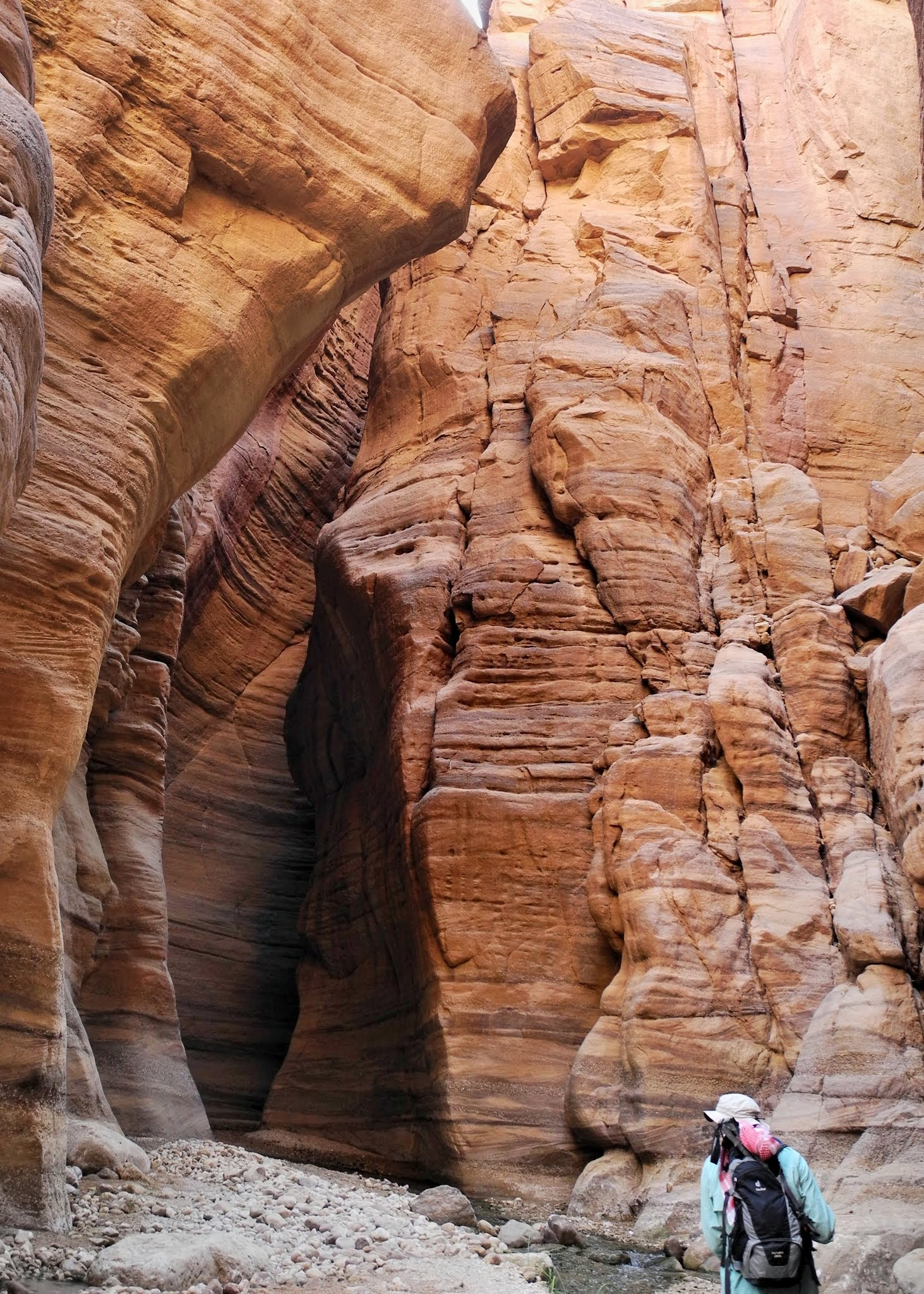
În Siq
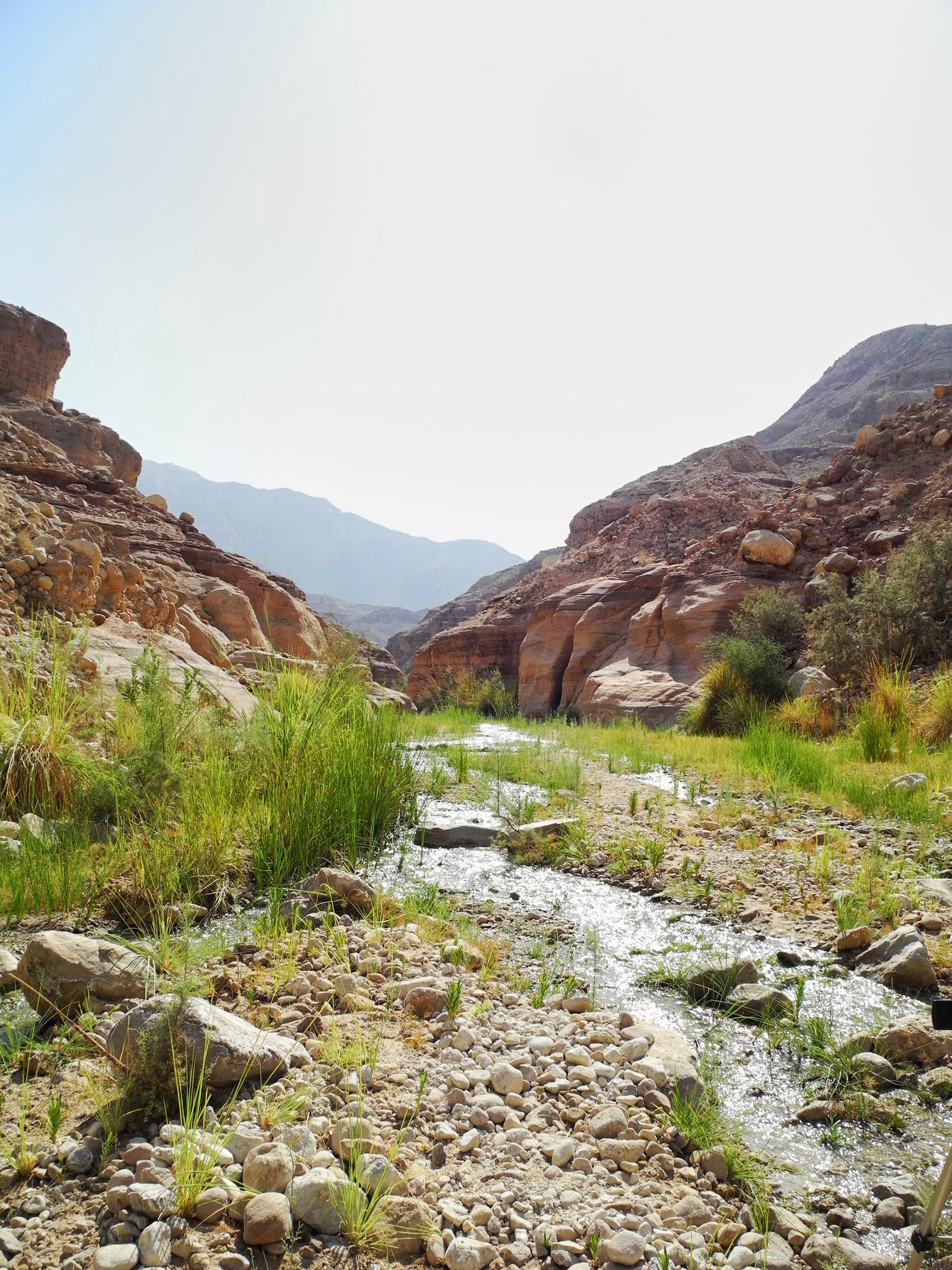
Wadi Numeira în vale
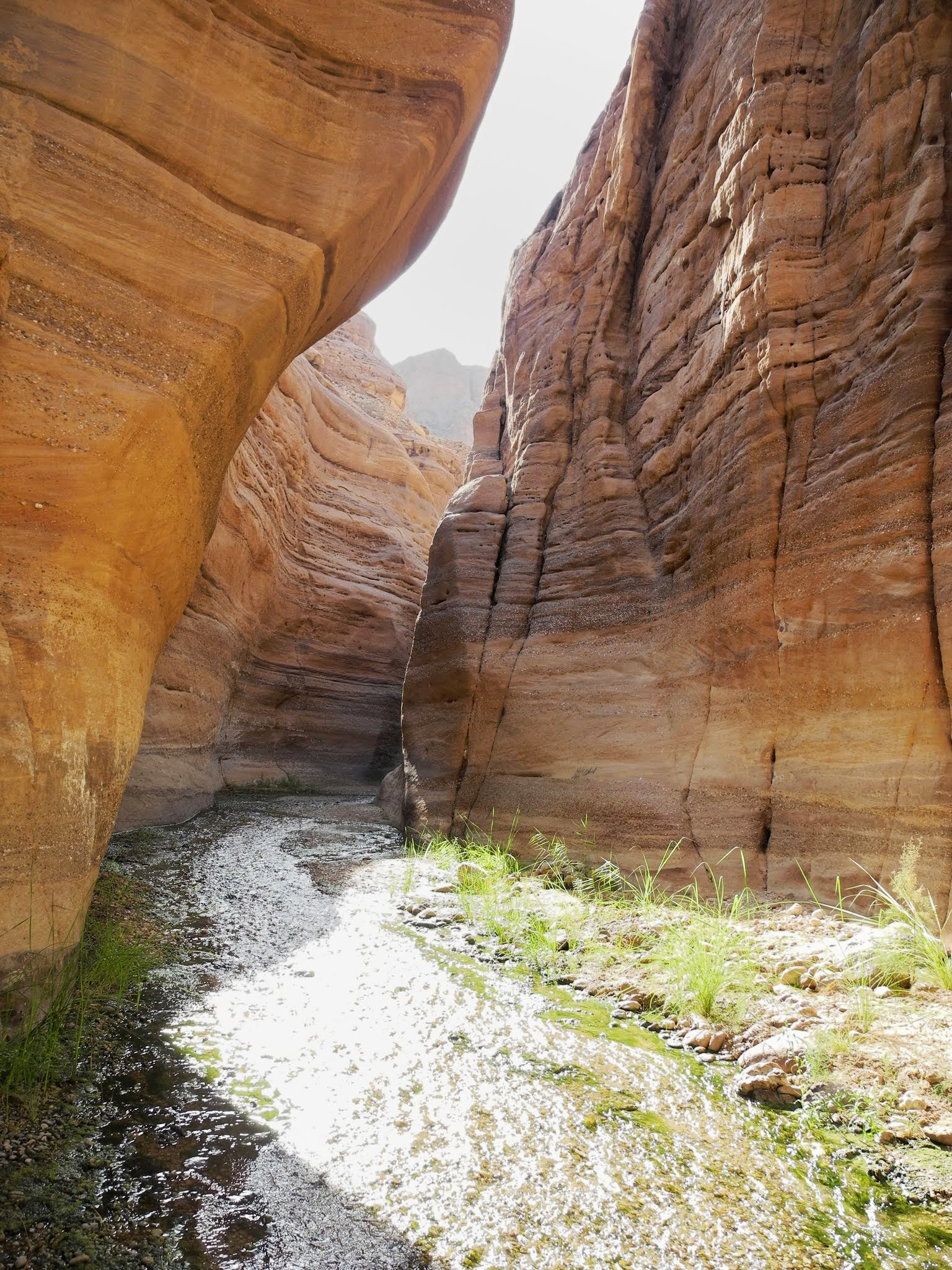
Wadi Numeira Siq
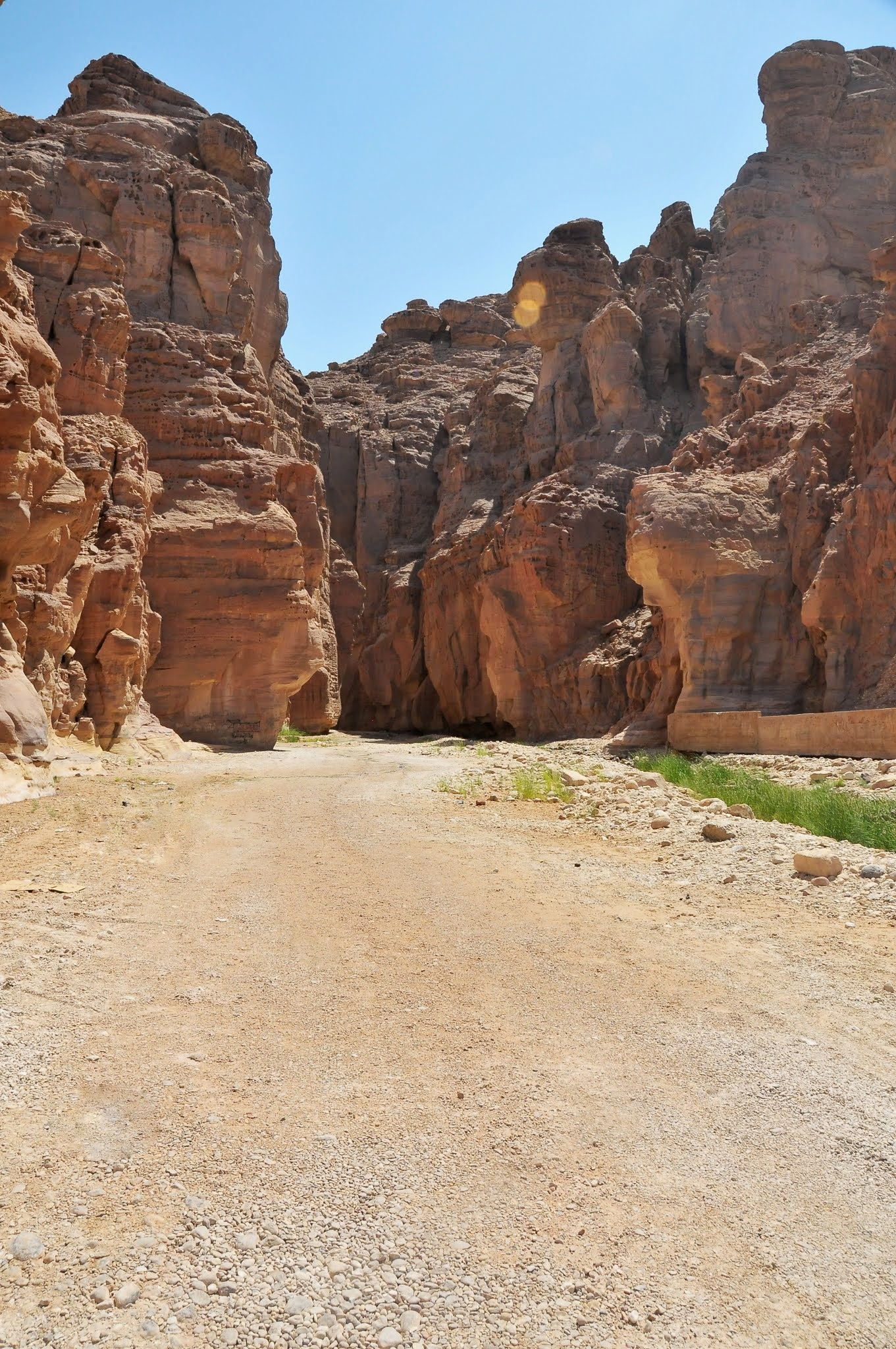
Punctul de plecare al Cheilor
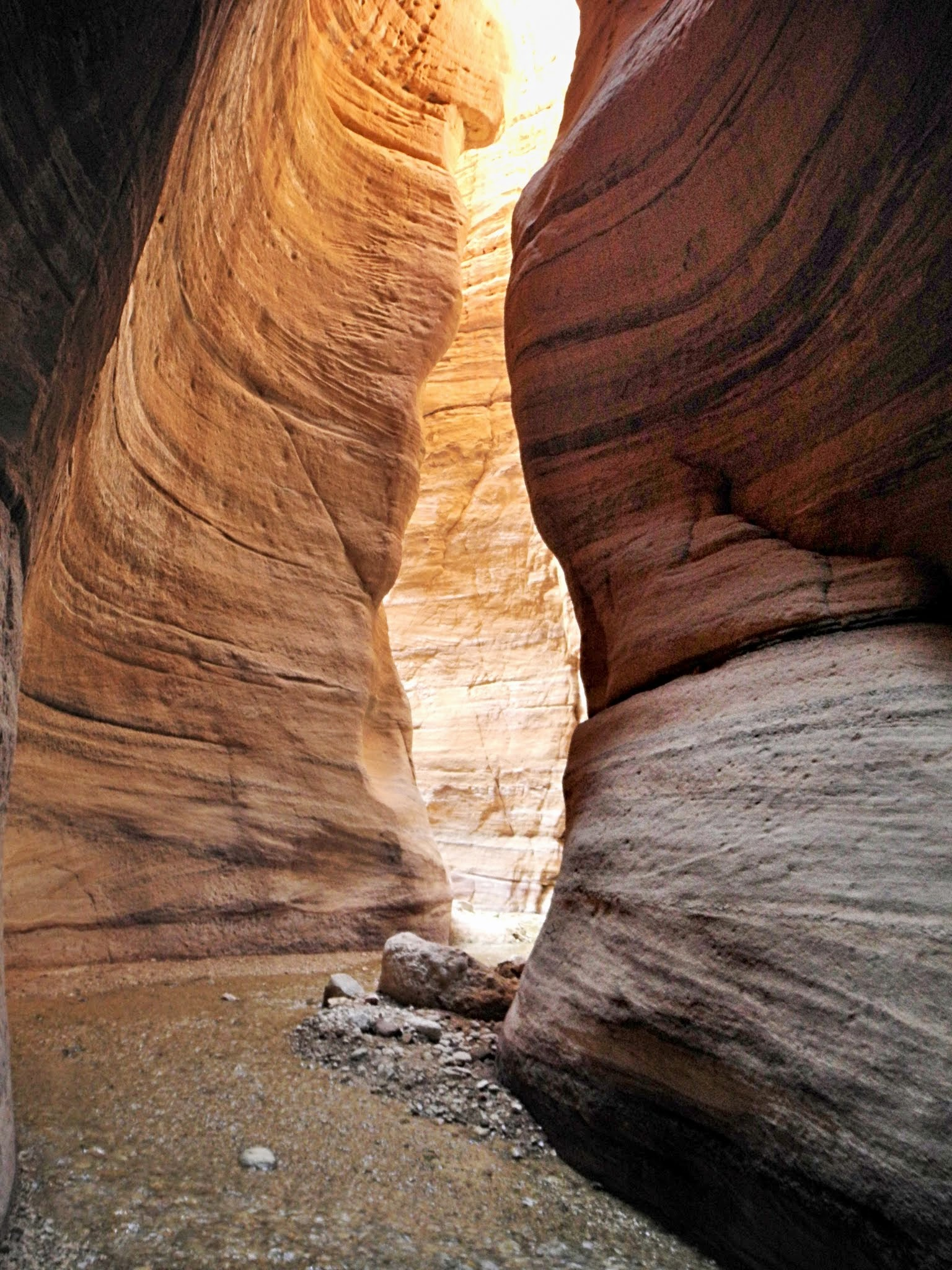
Wadi Numeira în Siq

Wadi intră în Marea Moartă într-un loc la 280m sub nivelul mării, pe malul Mării Moarte. Aici râul curge adiacent sitului arheologic din Numeira. Râul erodează semnificativ situl arheologic, distrugând poate până la 1/2 așezarea inițială din cauza schimbărilor cursului de apă.